# 李春满 (足球教练)
李春满（1962年5月30日—），朝鲜族，北京体育大学教授，博士生导师，北京市名师，足球教练，同时担任中国足协技术委员会副主任、中国足协教练员培训副总监。教育部全国校园足球专家委员会副主任、全国足球方向研究生导师协作委员会副主任委员

## 生涯
李春满在小学时候开始接触足球训练，1976年进入营口市体育运动学校。1977年，他在参加辽宁省青年赛事时被辽宁青年队的教练倪继德相中，上调到辽宁队梯队。李春满在1983年进入球队一线队名单，但并未能在球队中站稳脚跟，1986年即选择退役。
退役后，李春满到北京体育学院进修，先后获得学士和硕士学位，之后留校担任北京体育学院老师兼校足球队教练。1996年，他前往韩国国立体育大学学习，师从郑清喜，1999年获得运动心理学博士学位，并回到北京体育大学任足球教研室教授。2001年2月，李春满自荐成功，加入中国足球甲A联赛球队重庆力帆教练组，担任李章洙的助理教练兼翻译。2001年12月，他随李章洙转投另一支甲A球队青岛颐中海牛。李章洙在2003赛季结束后辞职，李春满也离开球队。同年12月，李春满加入河南建业，担任球队助理教练兼领队。不过2004年4月15日，河南建业宣布李春满离任，由殷立华出任球队领队、中方教练组组长兼助理教练。离队后，李春满继续在北京体育大学任职。
2006年12月，李章洙在接受中国足球超级联赛球队北京国安主教练一职后，再次邀请李春满加入球队教练组。2009年9月16日，北京国安宣布辞去李章洙的主教练职务，担任助理教练的李春满也和领队魏克兴、教练赵旭东一同下课。2010年，李章洙成为中甲球队广州恒大主教练后再次向李春满提出邀请，但由于有教学任务，最终未能成行。不过，由于李章洙没有亚足联职业级教练员证书，广州恒大在球队主教练一栏填上李春满的名字。
2013年1月，李春满成为中超球队贵州人和的助理教练。2014赛季，他转投另一支中超球队河南建业，担任唐尧东的助教。2014年6月，在贾秀全成为河南建业新任主教练后，李春满离开球队。2015年初，李春满回到贵州人和，担任球队领队。2015年4月28日，贵州人和宣布李春满顶替因成绩不佳离任的朱炯，成为球队的代理主教练，同年7月由宫磊接任。

## 获奖与荣誉
- 2018年，北京市高等教育教学成果一等[1]
- 2016年，北京体育大学教学成果一等奖[1]
- 2018-2019年度北京体育大学学校事业突出贡献奖[1]
- 2017-2018年度北京体育大学本科生、研究生培养工作重大业绩奖[1]
- 2019年，第十五届北京市高等学校教学名师奖[1]